# Delta1 Telescopii
Delta1 Telescopii (δ1 Tel) es una estrella de magnitud aparente +4,92
situada en la constelación de Telescopium.
Ocupa el sexto lugar en su constelación en cuanto a brillo, detrás de α, ζ, ε, λ, e ι Telescopii.
Comparte la denominación de Bayer «Delta» con Delta2 Telescopii, siendo la separación visual entre ambas estrellas de 0,16º.

## Características
Delta1 Telescopii es una subgigante blanco-azulada de tipo espectral B6IV, semejante a Taygeta (19 Tauri).
Tiene una temperatura efectiva de 12.417 K y una luminosidad 899 veces superior a la del Sol.
Su radio, estimado de forma indirecta, es aproximadamente 4,7 veces más grande que el radio solar y gira sobre sí misma con una velocidad de rotación proyectada de 11 km/s.
Posee una masa de 4,5 ± 0,1 masas solares y una edad aproximada —dado que acaba de abandonar la secuencia principal— de 230 millones de años.
Delta1 Telescopii tiene una compañera estelar, con la que forma una binaria espectroscópica.
El período orbital de la acompañante es de 18,85 días, siendo la órbita notablemente excéntrica (e = 0,51).
De acuerdo a la nueva reducción de los datos de paralaje del satélite Hipparcos, el sistema se encuentra a 706 ± 29 años luz del sistema solar.